# Tipula (Microtipula) subeffeta
Tipula (Microtipula) subeffeta is een tweevleugelige uit de familie langpootmuggen (Tipulidae). De soort komt voor in het Neotropisch gebied.